# 福岡県立八幡南高等学校
福岡県立八幡南高等学校（ふくおかけんりつやはたみなみこうとうがっこう）は、福岡県北九州市八幡西区的場町にある福岡県立高等学校。福岡県第三学区に属する。通称「南（みなみ）」。「南高」とも略される。

## 概要
1962年に設立された。
大学への進学率は高く、公務員合格率が高いことで有名。
校舎は近年建て替えられ、設備面では非常によい。
中庭は赴任した教師が大学のキャンパスと評すほど整備されている。

## 沿革

### 年表
- 1962年1月1日 - 設置認可。
- 1962年4月5日 - 開校式
- 1962年4月6日 - 第1回入学式8学級440名

## 校歌
- 作詞　八幡南高等学校
- 作曲　後藤 忠雄

## 学校行事
- 4月 入学式、自立と協働を学ぶ体験学習（令和元年度から宿泊を伴っていない）
- 6月 体育大会
- 7月 夏季クラスマッチ
- 9月 文化祭
- 1月 修学旅行（2年）
- 3月 卒業式、春季クラスマッチ

## 体育週番
生徒に大学入試や就職試験の時に必要な礼儀・作法を習得させることを目的として、体育週番というものがあった。体育週番の主な仕事は、体育の授業の連絡や、準備体操の指揮。出席番号順に一人一週間ずつすることになっているが、きちんと仕事ができなかった場合（声が小さかったときなど）、もう一週やり直しさせられるというものであった。2020年より廃止されている。

## 生徒会活動・部活動など
- 運動部
バレーボール部・バスケットボール部・サッカー部・テニス部・バドミントン部・陸上競技部・野球部・卓球部 ・剣道部・弓道部
- 文化部
放送演劇部・茶華道部・家庭部・美術部・軽音楽部・吹奏楽部・文芸部・写真部・パソコン部・生徒会執行部
- 同好会
ESS同好会
- 総合部（水泳・応援など）

## 交通
最寄りの鉄道駅
- 筑豊電鉄「永犬丸駅」より徒歩8分

最寄りのバス停
- 西鉄バス北九州
  - （74-1番)・（57番)「八幡南高校下」バス停より徒歩5分
  - 　(75番）「養福寺裏」バス停より徒歩5分

最寄りの道路
- 国道200号
- 福岡県道48号中間引野線

## 著名な出身者

### アート・文芸
- 大石哲也 - 脚本家（金田一少年の事件簿シリーズ、スマホを落としただけなのにシリーズ）  [1]
- 山口美由紀 - 漫画家（天空聖龍〜イノセント・ドラゴン〜）
- 高田慎一郎 - 漫画家（神さまのつくりかた。、ククルカン 史上最大の作戦）[2]

### 芸能
- 川原和久 - 俳優（相棒シリーズ、仮面ライダーディケイド）[3]
- 金子有希 - 声優（たまこまーけっと、映画 聲の形）[4][5]
- 和田直也 - 作曲家[6]
- 菅直行 - ミュージシャン（FURSボーカル・ギター）[3]
- 古沢'cozi'岳之 - ミュージシャン（ザ・コレクターズドラム）[3]

### スポーツ
- 松浦耕大 - 元プロ野球選手（広島東洋カープ捕手）※育成選手[7]
- 武内夏暉 - プロ野球選手（埼玉西武ライオンズ投手）

## 不祥事
2016年度の推薦入試を巡り、スポーツ推薦入学を希望する男子生徒の父親がサッカー推薦枠に推薦してもらうようにサッカー部顧問の男性教諭に依頼し、2万数千円分の飲食接待を受け、商品券100枚（計10万円）をもらったとして受託収賄の疑いで男性教諭が福岡県警捜査2課に逮捕されている。2020年2月21日、福岡地方裁判所はこの教諭に懲役1年執行猶予3年、追徴金約13万円を言い渡した。